# 크리스티앙 페라스
크리스티앙 페라스(Christian Ferras, 1933년 6월 17일 ~ 1982년 9월 14일)는 프랑스의 바이올리니스트이다.
유럽의 젊은 세대를 대표한 바이올리니스트의 한 사람이다. 1933년 북부프랑스에서 태어나, 후에 니스로 이주하였고, 그 곳 음악원을 1등으로 졸업하여 파리 음악원에 진학, 여기서도 1등으로 졸업하였다. 1949년도 롱티보 콩쿠르에서 2위를 차지하였고, 활발한 활동을 개시하여 최근에는 카라얀에게 실력이 평가되어 자주 협연하였다. 선이 다소 가늘기는 하지만 균형이 잡힌 솔직한 음악성의 소유자이다.